# Extravagances
Pour plus de détails, voir Fiche technique et Distribution.
Extravagances ou À Wong Foo, merci pour tout Julie Newmar au Québec (To Wong Foo Thanks for Everything, Julie Newmar) est un film américain de Beeban Kidron sorti en 1995.

## Synopsis
Trois drags queens en quête de gloire hollywoodienne tombent en panne et se retrouvent coincées pour le weekend dans un petit village perdu des États-Unis.

## Fiche technique
- Titre : Extravagances
- Titre québécois : À Wong Foo, merci pour tout! Julie Newmar
- Titre original : To Wong Foo, Thanks for Everything! Julie Newmar
- Réalisation : Beeban Kidron
- Scénario : Douglas Carter Beane
- Production : Universal Pictures, Amblin Entertainment
- Musique : Rachel Portman
- Photographie : Steve Mason
- Montage : Andrew Mondshein
- Pays de production : États-Unis
- Genre : comédie
- Format : couleur
- Dates de sortie :
  - États-Unis : 8 septembre 1995
  - France : 4 décembre 1996

## Distribution
- Patrick Swayze (VF : Emmanuel Jacomy) : Vida Boheme
- Wesley Snipes (VF : Thierry Desroses) : Noxeema Jackson
- John Leguizamo (VF : Jean-Philippe Puymartin) : Chi-Chi Rodriguez
- Stockard Channing (VF : Denise Metmer) : Carol Ann
- Robin Williams (VF : Michel Papineschi) : John Jacob Jingleheimer Schmidt (non crédité)
- Blythe Danner (VF : Annie Balestra) : Beatrice
- Arliss Howard (VF : Philippe Peythieu) : Virgil
- Jason London (VF : Mathias Kozlowski) : Bobby Ray
- Chris Penn (VF : Daniel Lafourcade) : Shérif Dullard
- Melinda Dillon : Merna
- Beth Grant : Loretta
- Alice Drummond (VF : Lita Recio) : Clara
- Marceline Hugot (en) : Katina
- Jennifer Milmore (VF : Marie-Eugénie Maréchal) : Bobby Lee
- Jamie Harrold : Billy Budd
- Mike Hodge (en) : Jimmy Joe
- Julie Newmar : Julie Newmar
- RuPaul (VF : Éric Missoffe) : Rachel Tensions
- Joel Story : Little Earnest
- Abie Hope Hyatt : Donna Lee
- Jamie Leigh Wolbert : Sandra Lee
- Michael Vartan : Tommy
- Naomi Campbell (VF : Barbara Kelsch) : Girl

Sources et légende : Version française (VF)  sur Voxofilm

## Bande originale
- Body Beautiful - Salt-n-Pepa
- Free Yourself - Chaka Khan
- Turn It Out - Labelle
- Who Taught You How - Crystal Waters
- She's a Lady - Tom Jones
- Brick House - The Commodores
- Nobody's Body - Monifah
- Do What You Wanna Do - Charisse Arrington
- Girls Just Want to Have Fun - Cyndi Lauper
- Over the Rainbow - Patti LaBelle
- To Wong Foo Suite: When I Get To Hollywood - Rachel Portman

Les chansons suivantes ne sont pas incluses sur le CD de la bande originale :
- Gotta Move - Barbra Streisand
- 1812 Overture - Tchaikovsky
- Zampa Overture - Ferdinand Hérold
- China Girl - Robert J. Walsh
- Thème de Wonder Woman
- That Lady You're With Ain't No Lady - Larry Applewhite
- Stand by Your Man - David Allan Coe
- This Is A Man's World - Sara Hickman
- Behind Closed Doors - Charlie Rich
- Hold Me, Thrill Me, Kiss Me - Johnny Mathis
- Another Somebody Done Somebody Wrong Song - B. J. Thomas